# ني بلاييا (هالكيديكي)
ني بلاييا (Νέα Πλάγια) هي مدينة في هالكيديكي في مقاطعة فوريا إلادا في اليونان.